# Rio Pinar (Floride)
Rio Pinar est une census-designated place du comté d'Orange, dans l'État de Floride, aux États-Unis,. En 2020, elle compte une population de 5 409 habitants.